# Xian de Taishun
Le xian de Taishun (泰顺县 ; pinyin : Tàishùn Xiàn) est un district administratif de la province du Zhejiang en Chine. Il est placé sous la juridiction administrative de la ville-préfecture de Wenzhou.

## Démographie
La population du district était de 345 157 habitants en 1999.